# Convent de Sant Francesc de Narbona
El Convent dels Mínims o Convent de Sant Francesc va ser un convent construït el 1598 al sector oest de Narbona. Al costat del mur de Saint-Cosme, ocupava una gran superfície corresponent al que després va passar a anomenar-se plaça P. Bénet i Hotel de Police. Diverses parts del convent es van fer a partir de la reutilització d'elements anteriors, dels fonaments de la muralla de l'antiguitat tardana. Es van reutilitzar elements almenys al claustre, capella, presbiteri i porta d'entrada.